# Tycherus capitosus
Tycherus capitosus là một loài tò vò trong họ Ichneumonidae.